# دائرة زيغود يوسف
دائرة زيغود يوسف إحدى دوائر ولاية قسنطينة الجزائرية . عاصمتها هي زيغود يوسف وتضم بلديات : 
- زيغود يوسف
- بني حميدان